# Palais Branconi

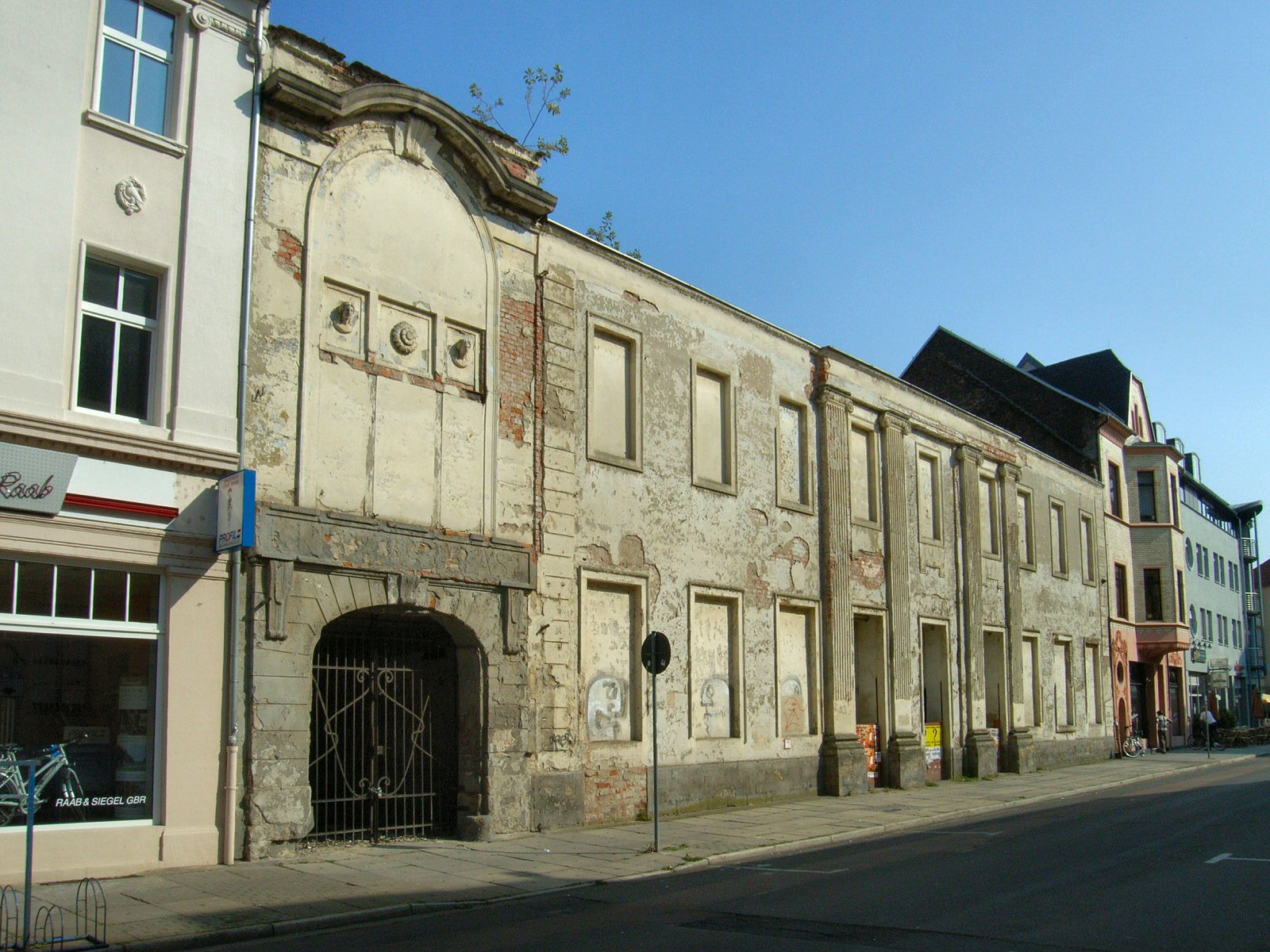
Kristallpalast (Fassade)

Das in der Zerbster Straße 36 gelegene Palais Branconi war ein klassizistisches Stadtpalais in der Altstadt von Dessau, das später als Theater, Varieté und gastronomisches Etablissement „Kristallpalast“ genutzt wurde.

## Geschichte
Auf dem innerhalb der ältesten Stadtmauer direkt angrenzend östlich des Zerbster Tores gelegenen Grundstück befand sich ursprünglich das 1228 erstmals erwähnte Heilig-Geist-Hospital. Fürst Leopold III. Friedrich Franz von Anhalt-Dessau verlegte das fürstlich privilegierte Hospital 1794/95 in die von ihm als Bauherr geplante und realisierte südliche Stadterweiterung Franzstadt, wo sich schon das Armen- und Arbeitshaus befanden. Die alten Hospitalgebäude ließ er abbrechen. Nach Plänen von Friedrich Wilhelm von Erdmannsdorff wurde 1797 ein klassizistisches Stadtpalais als zweigeschossiger Putzbau mit Mittelportal und zweiflügeliger Freitreppe fertiggestellt. Den Bau überließ Fürst Franz seinem Reisemarschall Anton von Branconi. Das Palais gelangte nach mehrfachem Besitzwechsel an den Gastwirt Friedrich Bolling, der nach gravierenden Umbauten am 20. Februar 1904 das „… vornehmste Etablissement der Residenz …“ mit Varieté- und Theaterbetrieb eröffnete, jedoch schon 1906 Konkurs anmelden musste. In wechselnden Eigentums- und Pachtverhältnissen dienten die Räumlichkeiten neben Theater und Varieté den verschiedensten Festivitäten und Veranstaltungen.
Nach der Vernichtung des Hoftheatergebäudes in der Kavalierstraße durch einen Großbrand am 25./26. Januar 1922 fand das Ensemble für den Rest der laufenden Spielzeit und noch bis zur Eröffnung der Interimsspielstätte in der früheren herzoglichen Reitbahn im Februar 1923 eine zeitweilige Beheimatung im „Branconi/Kristallpalast“ sowie im „Tivoli“ und konnte so den Spielbetrieb aufrechterhalten.
Insbesondere ab 1930 war das Etablissement häufig Schauplatz politischer Auseinandersetzungen und von Auftritten nationalsozialistischer Politiker. Wie auch im Ersten diente das Haus während der Jahre des Zweiten Weltkrieges als Behelfslazarett und brannte beim Bombenangriff am 7. März 1945 aus.
Da auch das 1938 eröffnete neue Theatergebäude durch die Kriegsereignisse schwer zerstört war, fand der Theatersaal des „Branconi/Kristallpalast“ erneut als „Großes Haus“ des nunmehr Anhaltischen Landestheaters von 1945 bis 1949 Verwendung, nachdem die Beschädigungen auf Initiative der sowjetischen Militärstadtverwaltung notdürftig behoben waren. Als erste Opernpremiere im Haus wurde am 25. Dezember 1945 Ludwig van Beethovens Fidelio aufgeführt.
Nach der Wiedereröffnung des Theaters übernahm 1949 die Konsumgenossenschaft den Betrieb des nie vollständig wiederhergestellten Etablissements als vielfältig genutzten Veranstaltungsort.
Nach 1990 führten u. a. ungeklärte Eigentumsverhältnisse und akute bauliche Mängel zur Schließung und bis heute zu einem ruinenähnlichen Bauzustand.
Nachdem bereits 2006 an der Bauhaus-Universität Weimar eine Diplomarbeit zu künftigen Nutzungsmöglichkeiten des Branconi-Areals vorgelegt wurde, befindet sich seit Herbst 2008 eine Bürgerstiftung in Gründung. Die Stiftung verfolgt das Ziel einer Revitalisierung des Standortes als Kultur- und Kongresszentrum. Der Stadtrat von Dessau-Roßlau hat in öffentlicher Sitzung am 10. Dezember 2008 einen Bebauungsplan für das Areal „Branconi/Kristallpalast“ mit Festschreibung der Nutzung als Kongress- und Kulturzentrum beschlossen.
Die Pläne wurden nie realisiert und der Förderverein löste sich 2013 auf. Gescheitert ist das Projekt vor allem am Veto des Stadtrats gegen den Einzug eines Medizinischen Versorgungszentrums.